# Округ Би (Тексас)
Округ Би (енгл. Bee County) је округ у америчкој савезној држави Тексас. По попису из 2010. године број становника је 31.861.

## Демографија
Према попису становништва из 2010. у округу је живело 31.861 становника, што је 498 (1,5%) становника мање него 2000. године.
| Група             | 2000.          | 2010.          |
| Белци             | 11.352 (35,1%) | 10.967 (34,4%) |
| Афроамериканци    | 3.203 (9,9%)   | 2.592 (8,1%)   |
| Азијати           | 164 (0,5%)     | 177 (0,6%)     |
| Хиспаноамериканци | 17.450 (53,9%) | 17.906 (56,2%) |
| Укупно            | 32.359         | 31.861         |